# Johannes Lechermann
Johannes Lechermann SDB (* 23. September 1879 in Lobsing; † 8. November 1948 in Benediktbeuern) war ein deutscher Salesianer Don Boscos und Moraltheologe.
Der Sohn einfacher und tiefgläubiger Eltern war ein begabter Schüler, arbeitete aber bis zum 20. Lebensjahr auch im heimatlichen Anwesen bei der Arbeit mit und wurde schließlich zum Militärdienst eingezogen. In dieser Zeit erwachte sein Wunsch, Ordensmann zu werden, und er ging 1902 in das Spätberufenenseminar der Salesianer Don Boscos in Penango in Italien. 1905 trat er in das Noviziat in Lombriasco ein. Nach den ersten Gelübden im Jahr darauf studierte er Philosophie im salesianischen Studentat in Ivrea und wirkte 1908 als Lehrer und Studienpräfekt in Penango. 1909 begann er in Foglizzo Theologie zu studieren. Am 21. Juli 1913 empfing er die Priesterweihe. Er promovierte 1913 an der Universität Turin im Fach Theologie. Nach einem weiteren Jahr als Assistent der Novizen wirkte er als Religionslehrer und Katechet in Wien, für kurze Zeit als Pfarrer von Wien-Stadlau. 1919 wurde er zum Direktor der Niederlassung in Unterwaltersdorf ernannt. Bereits im Jahr darauf wurde er als Direktor des neu eröffneten Noviziats in Ensdorf in der Oberpfalz berufen. 1922 ging er nach Burghausen, um dort den schwerkranken Direktor Georg Ring abzulösen. In Ensdorf und Burghausen entfaltete er eine reiche schriftstellerische Tätigkeit. Nach sechs Jahren in Burghausen ging er für ein Jahr als Direktor zurück nach Ensdorf und trat 1930 erneut als Direktor in Burghausen an. Doch abermals sollte er Pater Ring zu Hilfe eilen, der nach einem Jahr im neuen Studentat in Kloster Benediktbeuern erneut wegen Krankheit aufgeben musste. Lechermann wurde sein Nachfolger und blieb bis 1938 Direktor von Benediktbeuern.
Nach fast zwanzig Jahren Direktorentätigkeit mit häufigen Wechseln wirkte er an der Philosophisch-Theologischen Hochschule Benediktbeuern als Dozent für Moraltheologie.

## Werke
- Charakterbild Don Boscos, nach J.B. Lemoyne, Amberg 1921
- Das Erziehungssystem Don Boscos. Amberg o. J.
- Maria als Lehrerin Don Boscos in der Erziehung der ärmeren und verlassenen Jugend. Burghausen 1928 (auch in Blindenschrift erschienen)
- Die Verehrung der Mutter Gottes unter dem Titel "Maria, Hilfe der Christen". München 1928
- Die Wuntertaten Mariä, Hilfe der Christen, durch ihren treuen Diener, den ehrwürdigen Priester Johannes Bosco. Burghausen 1923
- Mama Margareta, die Mutter des seligen Johannes Bosco, ein Vorbild guter christlicher Mütter. München 1930
- Leo Burger, Vorbild eines frommen, fröhlichen und strebsamen Seminaristen. München 1930
- Wie Maria den seligen Don Bosco unterweist, die Jugend zu erziehen. München 1931
- Der heilige Josef als Helfer in jeglicher Not. München 1933
- Das innerliche Leben des heiligen Johannes Bosco. Übersetzung der 1. Aufl. von "Don Bosco con Dio" von Eugenio Ceria, München 1934
- Herz-Jesu-Monat. München 1935
- Kurzes Lebensbild des H. H. Direktors Georg Ring SDB (1879–1932). (Manuskript), hrsg. durch Otto Wahl, Benediktbeuern 2003